# Adisura affinis
Adisura affinis là một loài bướm đêm trong họ Noctuidae.